# ジプシーダンス
ジプシーダンスは、かつてプロダクション人力舎で活動していたお笑いコンビ。2014年9月2日解散。

## メンバー
- 篠田 俊（しのだ しゅん、1985年7月26日（40歳）- ）
  - ボケ担当。立ち位置は左側。
  - 埼玉県出身。身長170cm。血液型はO型。スクールJCA15期生。
  - 特技は料理、ベッドメイク。趣味はサッカー、スーパー銭湯巡り。
  - 明るいが適当な性格で、東京03の単独ライブ後の打ち上げで角田に「角ちゃーん！」と馴れ馴れしく話しかけた事がある。ちなみに、これがきっかけで「バカヂカラ」の「若頭適性審査」（先輩芸人に対して後輩芸人が失礼な態度を取り、ターゲットとなる芸人がその後輩芸人（実際は芸人ではなく、仕掛け人）を叱る事が出来るかを検証する）という企画が生まれた。
  - イシクラノオノの小野と仲が良い。
  - 弟がいる。

- 前田 涼（まえだ りょう、1982年8月7日（43歳）- ）
  - ツッコミ担当。立ち位置は右側。
  - 愛知県豊田市出身。愛知県立豊田高等学校、明星大学卒業[2]。身長178cm。血液型はA型。スクールJCA14期生。
  - 特技はいろんな声をだす、微モノマネ。趣味はカラオケ、音楽鑑賞、サッカー。名古屋グランパスエイトのファンである[3]。
  - 赤いメガネをかけ、左腕には母親の手作りの数珠をはめていた。
  - 「ジプシーダンス」というコンビ名は、ドラゴンクエストを好きな前田がドラゴンクエストIVの第四章に使われている曲名から取ったものである。また、「カモン！バーバラ」というプチ単独ライブのタイトルは、同じドラゴンクエストIVの「モンバーバラ」という町の名前をもじって前田が付けた。
  - ジプシーダンス結成前、JCA在学中に「ミスタープリンセス」「もうこはんくりごはん」というコンビを組んでいた。
  - スクールJCAの同期で、グランパショップ（現在は、ザ・ギンギンマル）の尾形とは親友であり、東京都下に住む前田が都内で仕事がある場合には尾形の家に泊まる事が多い。
  - 同い年で後輩のザンゼンジ三福（現在は、三福エンターテイメント）と仲が良く、三福の事を「先生」や「ミッフィー」などと呼ぶ。
  - ヘコんだり悲しい事があった時には、高円寺から自宅のある日野まで6時間かけて歩いたりする事もある。
  - お酒が飲めない。
  - 普段タバコは吸わないが、機嫌が悪い時や上手くいかない時には後輩らの前で女性向けの細長いタバコを吸う事でアピールし、「前田さんどうしたんですか？」と言われるのを待つ。しかしそう言われても一度目は「何でもない」と答え、もう一度聞かれたらバーッと喋る。
  - ジプシーダンス解散後はピン芸人の活動を経て、2016年1月に肉体戦士ギガとコンビ「ストレンズ」を結成。自らの芸名表記を「リョウマエダ」と改める。ストレンズは2016年11月14日に解散[4]。
  - 2017年3月、元ワルステルダムの松尾美梨亜とコンビ「イタイモンク」を結成[5]。2018年2月末で解散し、その後は再びピン芸人として活動。
  - 2018年、元モダンボーイズのシフォン大喜と「レオリーブラ」というユニットで活動[6]。その後は再び肉体戦士ギガと組み、ユニット「アシェリー」として2020年から3年連続でM-1グランプリに出場している[7]。

## 略歴
スクールJCA14期（2005年入学）の前田と15期（2006年入学）の篠田で結成。2007年よりJCAプロモーション所属、2009年よりプロダクション人力舎所属となって活動。2012年、キングオブコントにて準決勝進出。2014年9月、解散を発表した。

## 芸風
- 主に漫才だが、時にはコントを演じることもある。
- 漫才では、登場して篠田が「ちょいとお前さん」、前田が「踊りませんか」と言った後、二人で「ジプシーダンスです、よろしくお願いします」と挨拶してからネタに入る。オチで前田が「もういいよ！」とツッコんだ後は、前田が右手人差し指と中指をくっ付けて頭に当てるポーズをしながら「グッドラック！」と言ってネタが終わる。
- ネタは基本的に前田が考えている。たまに篠田がネタを作る事もあるが、下ネタが含まれるという特徴がある。

## 賞レース戦績
- 2007年 M-1グランプリ 1回戦敗退
- 2008年 M-1グランプリ 1回戦敗退
- 2009年 キングオブコント 1回戦敗退
- 2009年 M-1グランプリ 2回戦進出
- 2010年 M-1グランプリ 2回戦進出
- 2010年 キングオブコント 2回戦進出
- 2010年 R-1ぐらんぷり 1回戦敗退（篠田）
- 2012年 キングオブコント 準決勝進出

## 出演

### テレビ
- バカヂカラ（エキストラとして出演）

### ラジオ
- 木曜Junk アンタッチャブルのシカゴマンゴ（2009年1月8日）

### ポッドキャスト
- ジンリキポッドキャスト（人力舎の若手芸人によるポッドキャスト）【iTunesで聴く】【ブラウザで聴く】（2009年5月～）

### ライブ
- 人力舎ライブ「Spark」
- バカ爆走!（毎月1日から6日 ミニホール新宿Fu-）
- BOMB!!
- 新宿GO！GO!LIVE
他

#### 単独ライブ
- 2010年
  - 4月5日 - プチ単独ライブ『カモン！バーバラ』（ミニホール新宿Fu-）